# Pierre du Ryer
Pierre du Ryer (Parigi, 1605 – Parigi, 6 novembre 1658) è stato un drammaturgo francese, membro dell'Académie française, nella quale occupò per secondo il seggio numero 9.
Le sue prime commedie erano vagamente ispirate a quelle di Alexandre Hardy, ma successivamente diventò un imitatore di Pierre Corneille, dopo che questi ebbe scritto Le Cid: in questo periodo scrisse Scévole, considerato il suo capolavoro (la datazione è contesa: secondo alcune fonti sarebbe stata scritta nel 1644, secondo altre nel 1646). Alcione (1638) ottenne un successo così grande che François Hédelin la imparò a memoria. Si dice che la regina Cristina di Svezia volesse che le fosse letta tre volte al giorno.
Du Ryer fu un drammaturgo prolifico. Fra le sue opere vanno segnalate Saul (1642) e la commedia Les Vendanges de Suresnes (1635 o 1636). Fu eletto all'Académie française nel 1646.